# Seznam džezovskih klarinetistov
Seznam džezovskih klarinetistov.

## A
- Woody Allen

## B
- Peter Brötzmann (tudi saksofonist)
- Don Byron

## C
- John Carter

## D
- Eddie Daniels
- Eric Dolphy

## F
- Pete Fountain
- Buddy DeFranco

## G
- Benny Goodman
- Jimmy Giuffre

## H
- Edmond Hall
- Woody Herman

## J
- Theo Jörgensmann

## K
- Rolf Kühn

## M
- Mezz Mezzrow

## R
- Perry Robinson
- Pee Wee Russell

## S
- Tony Scott
- Artie Shaw
- Ati Soss
- Milenko Stefanović

## T
- Gianluigi Trovesi

## W
- Putte Wickman